# Виноградники Ланге — Роэро и Монферрата
Виноградники Ланге — Роэро и Монферрата (итал. Paesaggio vitivinicolo del Piemonte: Langhe-Roero e Monferrato) — винодельческий культурный ландшафт в Италии, признанный в 2014 году объектом всемирного наследия ЮНЕСКО. Виноградники расположены в винодельческих районах Нижнего Пьемонта, включая Ланге, Роэро и Монферрат. В этих местах производятся такие знаменитые на весь мир вина, как бароло и барбареско.
Территория включает в себя пять винодельческих районов, характеризующихся пейзажами, которые ЮНЕСКО считает представляющими особый культурный интерес и историческую ценность, а также средневековый замок в местечке Гринцане-Кавур с апартаментами графа Кавура — знаковое место в развитии виноделия и истории Италии.
Виноградники находятся в южной части Пьемонта, между рекой По и Лигурийскими Апеннинами. Они характеризуются целым комплексом технико-экономических процессов, связанных с виноградарством и виноделием, которые веками очерчивали этот макрорегион, формируя окружающую его природу и ландшафты. В этой местности также была обнаружена пыльца виноградных лоз, датируемая V веком до нашей эры, когда Пьемонт был местом контактов и обмена между этрусками и кельтами. Этрусские и кельтские слова, особенно относящиеся к вину, до сих пор прослеживаются в местных диалектах. Во времена Римской империи Плиний Старший упоминает регион Пьемонт как один из самых благоприятных для выращивания виноградников в античной Италии.
Данная местность отражает взаимосвязь между терруарами, сортами винограда, которые часто являются локальными (как, например, неббиоло и арнеис), и процессами виноделия. Виноградники находятся на склонах холмов и перемежаются со зданиями, которые придают структуру визуальному пространству, гармонируя с деревнями, замками, церквями, фермами, винными погребами и складами. При включении в список объектов ЮНЕСКО было отмечено, что виноградники Ланге, Роэро и Монферрата представляют собой выдающийся пример взаимодействия человека с окружающей его природой. После долгой и медленной эволюции опыта виноделия была проведена наилучшая возможная адаптация сортов винограда к земле с конкретными почвенно-климатическими компонентами, тем самым став международным эталоном. Винодельческий ландшафт также выражает большие эстетические качества, что делает его архетипом европейских виноградников. 
| Код      | Название участка / возделываемых сортов | Площадь (га) | Координаты                     |
| 1390-001 | Ланге Бароло                            | 3051         | 44°36′31″ с. ш. 7°57′49″ в. д. |
| 1390-002 | Замок Гринцане Кавур                    | 7            | 44°39′07″ с. ш. 7°59′39″ в. д. |
| 1390-003 | Холмы Барбареско                        | 891          | 44°43′14″ с. ш. 8°05′15″ в. д. |
| 1390-004 | Ницца-Монферрато и Барбера              | 2307         | 44°47′47″ с. ш. 8°18′18″ в. д. |
| 1390-010 | Канелли и Асти Спуманте                 | 1971         | 44°44′17″ с. ш. 8°14′59″ в. д. |
| 1390-011 | Монферрат Инфернота                     | 2561         | 45°03′03″ с. ш. 8°23′23″ в. д. |